# مزرعه‌جهان
مزرعه‌جهان روستایی است که در استان اردبیل، شهرستان مشگین‌شهر، بخش مرکزی، دهستان شعبان قرار دارد.

## جمعیت
بر اساس سرشماری سال ۱۳۸۵ جمعیت این روستا ۲۳۵ نفر با ۵۰ خانوار بوده‌است.